# 세 남자와 아기 2
《세 남자와 아기 2》(영어: Three Men and a Little Lady) 혹은 《아빠 셋 엄마 하나》는 미국에서 제작된 에밀 아돌리노 감독의 1990년 코미디 영화이다. 1985년 프랑스 영화 《세 남자와 아기 바구니》가 원작이며, 이를 바탕으로 하는 1987년 미국 영화 《뉴욕 세 남자와 아기》의 속편이다. 전편에 이어 톰 셀릭, 스티브 구튼버그, 테드 댄슨, 낸시 트래비스가 출연하였다.

## 줄거리
보통 가정과는 다르게 메리네 집은 엄마 하나에 아빠가 셋이다. 메리는 유치원에 갈 나이가 된 꼬마 숙녀. 세 아빠는 번갈아가며 메리를 유치원에 데려다 주고 모두가 자신들을 아빠라고 소개한다. 어쨌든 메리는 행복하고 마음만은 늘 풍요롭다. 세 아빠 모두 자상하고 자기를 세상 누구보다도 사랑해주기 때문이다.
메리가 이 집에 온 뒤로 각자의 인생을 즐기던 세 명의 독신남들은 완전히 딴 사람이 되었는데, 자신도 모르게 평범한 부모로 변한 것이다. 마음은 좋지만 고집쟁이였던 피터(톰 셀릭 분)는 메리 때문에 마음이 누그러졌고, 자기 중심적이던 잭(테드 댄슨 분)은 이제 자신보다는 딸을 더 위한다. 그러나 가장 어리고 감정이 예민한 만화가 마이클(스티브 구튼버그 분)은 집안에 문제가 있다는 것을 제일 먼저 알아차리고 뭔가 변화가 있어야 한다고 느낀다. 그리고 전편에서 우왕좌왕 갈피를 못 잡던 엄마 실비아(낸시 트래비스 분)는 이제 아주 강한 여자가 되어서 메리를 위해 무엇이 필요한지를 단호하게 결정한다.
그래서 그녀가 내리게 된 중대한 결정은, 메리에게 올바른 가정의 의미를 가르쳐주기 위해 결혼을 하겠다는 것인데...

## 출연
- 톰 셀릭 - 피터 역
- 스티브 구튼버그 - 마이클 역
- 테드 댄슨 - 잭 역
- 낸시 트래비스 - 실비아 역
- 로빈 와이스먼 - 메리 역
- 크리스토퍼 캐즈노브
- 피오나 쇼
- 실라 행콕